# Missisauga
Missisauga (Misi-zaagiing) /od Chippewa: misi, ‘large,' i zaagi, ‘outlet (of a river or bay)' = large outlet,' u aluziji na ušće rijeke Mississagi – Hewitt./, pleme ili podpleme Chippewa Indijanaca koje se dugo vremena smatralo zasebnom skupinom. Kada su ih 1634. otkrili Francuzi oni su živjeli oko ušća rijeke Mississagi duž sjeverne obale North Channela uz jezero Huron u Ontariju, i susjednom dijelu otoka Manitoulin. U ranom 18. stoljeću zbog trgovačkih želja s Europljanima oni počinju da migriraju prema jugoistoku, u kraj nekad nastanjen plemenima Huron, što se nalazi između jezera Huron i Erie. Ovdje 1705. unište naselje Irokeza kod Ft. Frontenaca i nasele se oko jezera St. Clair, tu će kasnije osnovati pet sela. Želja im je da svoja krzna razmjenjuju za englesku robu. Nešto kasnije, oko 1720. Francuzi osnivaju trgovačku postaju s nakanom da stimuliraju trgovinu s Missisaugama. Ovo neće dugo trajati jer će se pred kraj prve polovice stoljeća (1746-50) priključit Irokezima u ratu protiv Francuza. Savez s Irokezima je kratkotrajan, i završava okončanjem Francuskih i indijanskih ratova.
Brojno stanje Missisauga iznosilo je 1736. oko 1,300, od čega oko 250 na Manitoulinu i Mississagi, a ostali na poluotoku Ontarija. Godine 1778. procjenjen im je broj na 1,250, uglavnom na sjevernoj obali jezera Erie, a 1884. spao je na 744. Godine 1911. službeni izvještaj o broju Mississauga je 856, od toga 195 na Mud Lake, 97 na Rice lake, 33 u Scugogu, 263 u Alnwicku i 266 u New Creditu u Ontariju. Indijanci iz New Credita koji su Old Credit napustili 1847. najnaprednija su grupa Mississauga, kulturno asimilirani od bijelaca i danas se nazivaju  'the Mississaugas of the New Credit First Nation'  (njihov broj danas iznosi preko 1,300). Ostale skupine žive po drugim rezervatima u Ontariu: Curve Lake First Nation, to je pleme s Mud Lake (oko 1,760), Mississauga First Nation s Blind Rivera. 

## vanjske poveznice
- Missisauga Indians  Arhivirana inačica izvorne stranice od 8. rujna 2006. (Wayback Machine)
- The Mississaugas of the New Credit First Nation